# Patrick Bakker
Patrick Bakker (Apeldoorn, 12 novembre 1910 – Amsterdam, 28 dicembre 1932) è stato un pittore olandese.
Patrick Bakker è stato un pittore e disegnatore olandese della prima metà del XX secolo. Alla sua morte fu considerato un autentico "prodigio", come afferma il Dictionnaire Bénézit. Egli ha comunque lasciato un'eredità pittorica assai preziosa e abbondante, segnata dalla libertà espressiva dei suoi colori, da un disegno sicuro e da un impeto creativo notevole ma anche assai ben controllato. Tutto ciò malgrado l'estrema brevità della sua vita d'artista. Il critico A. M. Hammacher gli ha dedicato una pagina di elogi in un suo importante testo sulla pittura olandese

## Biografia
Patrick Bakker nacque in una famiglia agiata, e quindi in un ambiente internazionale e colto. I genitori intrattenevano numerose relazioni a livello europeo nel mondo delle arti e pertanto incoraggiarono la sua vocazione artistica assai precoce. Durante l'adolescenza fece numerosi viaggi sia in Olanda che all'estero (Francia, Inghilterra, Germania, e in seguito Vienna e Venezia), ammirando le architetture, dipingendo, disegnando e visitando i musei.
Nel 1928 lasciò la scuola per entrare nell'atelier di Geert Grauss ad Amsterdam e poi, dopo un lungo periodo di malattia, in quello di Martin Monnikendam.
 Malgrado il suo stato di salute fosse assai precario, nel settembre del 1931 si trasferì a Parigi, studiando all'inizio all'Académie Julian e all'Académie Colarossi, quindi, dalla primavera del 1932, all'École des Beaux-Arts nell'atelier di Lucien Simon. Qui fece la conoscenza di molti artisti francesi e stranieri che risiedevano nella capitale, fra i quali André Lhote, Fernand Léger, Conrad Kikkert e Piet Mondrian. Per un certo periodo di tempo si recò tutte le domeniche da Jacques-Émile Blanche, che gli fece il ritratto. Fece amicizia anche con il giovane David Ogilvy e frequentò i circoli degli emigrati russi. Infatti fu proprio in compagnia della famiglia Troubetskoy, che abitava in una "dépendance" del castello dell’Étoile in Touraine, che Bakker trascorse le sue ultime settimane di vita attiva da artista, nell'estate del 1932, riportando da quel periodo di soggiorno una serie di inchiostri di grande finezza.
Durante l'autunno di quello stesso anno si ammalò nuovamente e partì per riposarsi nella sua casa di famiglia a Hilversum. Ma ebbe giusto il tempo di allestire ad Amsterdam la sua prima mostra personale, poi dovette ricoverarsi in ospedale, dal quale non uscì più. Morì infatti un mese dopo all'età di ventidue anni.

## La personalità
Dotato di una personalità ricca e avvincente, piena di fantasia e di determinazione, nonché buon linguista, Patrick Bakker, nel corso dei suoi viaggi intrecciò numerose amicizie con persone di tutte le età e di tutti i livelli, con le quali manteneva una frequente corrispondenza. Avido di esperienze, aveva l'abitudine di alternare periodi di intenso lavoro solitario a una vita sociale festosa e variata.

Bakker scrisse anche un certo numero di poesie in francese, in inglese, in olandese e anche in tedesco, nelle quali egli accostava in modo inquietante gli accenti tristi di Apollinaire e le bizzarrie del "nonsense" inglese.

## L'arte

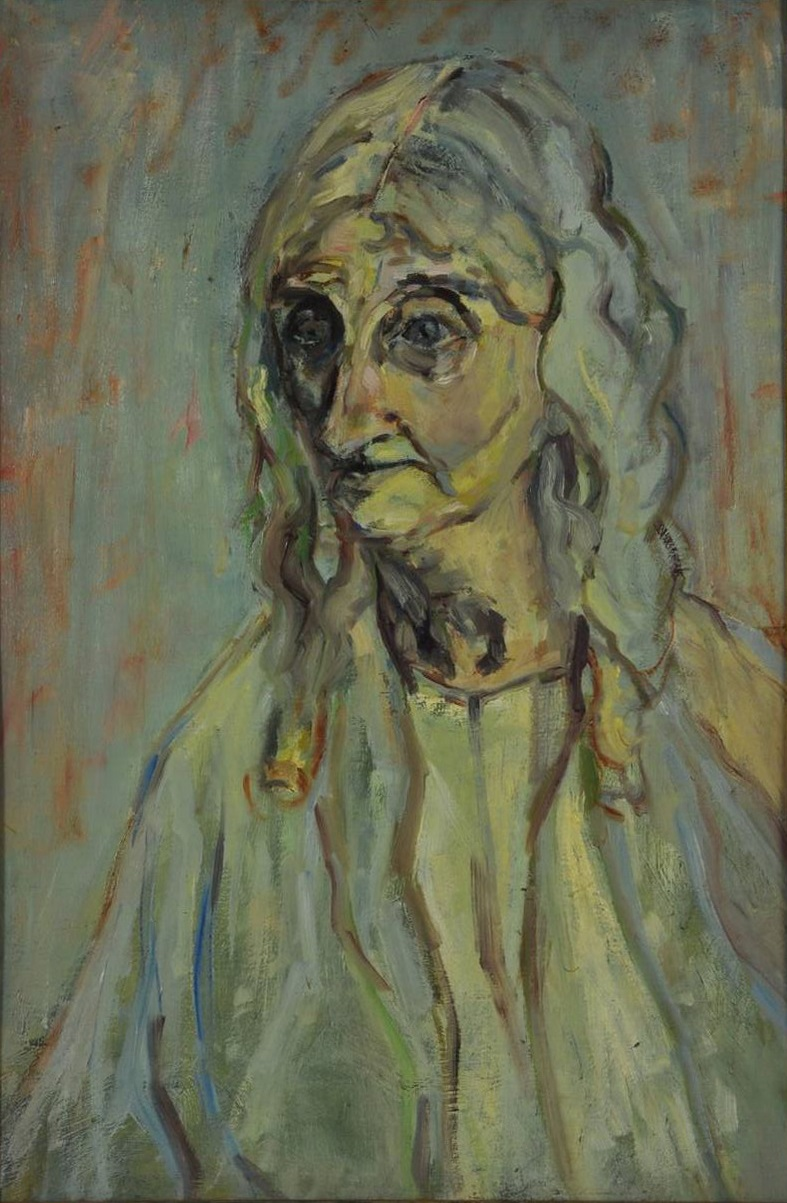
Bereaved

Nonostante si sia sviluppata nell'arco di soli tre anni, l'opera pittorica di Patrick Bakker dimostra un'audace padronanza tecnica e compositiva, ed una notevole ampiezza di vedute. Doti che gli furono riconosciute anche da molti suoi contemporanei. Esse appalesano nondimeno una diversità stilistica assai pronunciata, a seconda del mezzo espressivo impiegato.

Pitture

I suoi quadri ad olio ed i suoi pastelli sono notevoli, soprattutto per i loro colori. In quegli stessi anni in cui numerosi pittori olandesi, quali Dick Ket, Raoul Hynckes o Pyke Koch dipingevano immagini dal contenuto greve, onirico o misterioso, secondo la moda impeccabile e glaciale del "miglior mestiere", la pittura di Bakker rimase fedele alla grande arte di derivazione sensuale ed espressiva, financo espressionista. I suoi soggetti erano tradizionali (nudi, paesaggi, ritratti, nature morte), ma la loro resa era oggetto di continue ricerche applicate principalmente al loro cromatismo, il che costituisce forse il contributo più specifico dell'artista: evitando ogni tropismo delle tinte primarie presenti negli espressionisti tedeschi o nei pittori olandesi del gruppo De Ploeg (ad eccezione forse di George Martens), la tavolozza di Bakker non aveva niente della tavolozza impressionista, bensì utilizzava delle tinte agrodolci e dissonanti, talvolta deliberatamente sporche, con un ben controllata violenza espressiva.

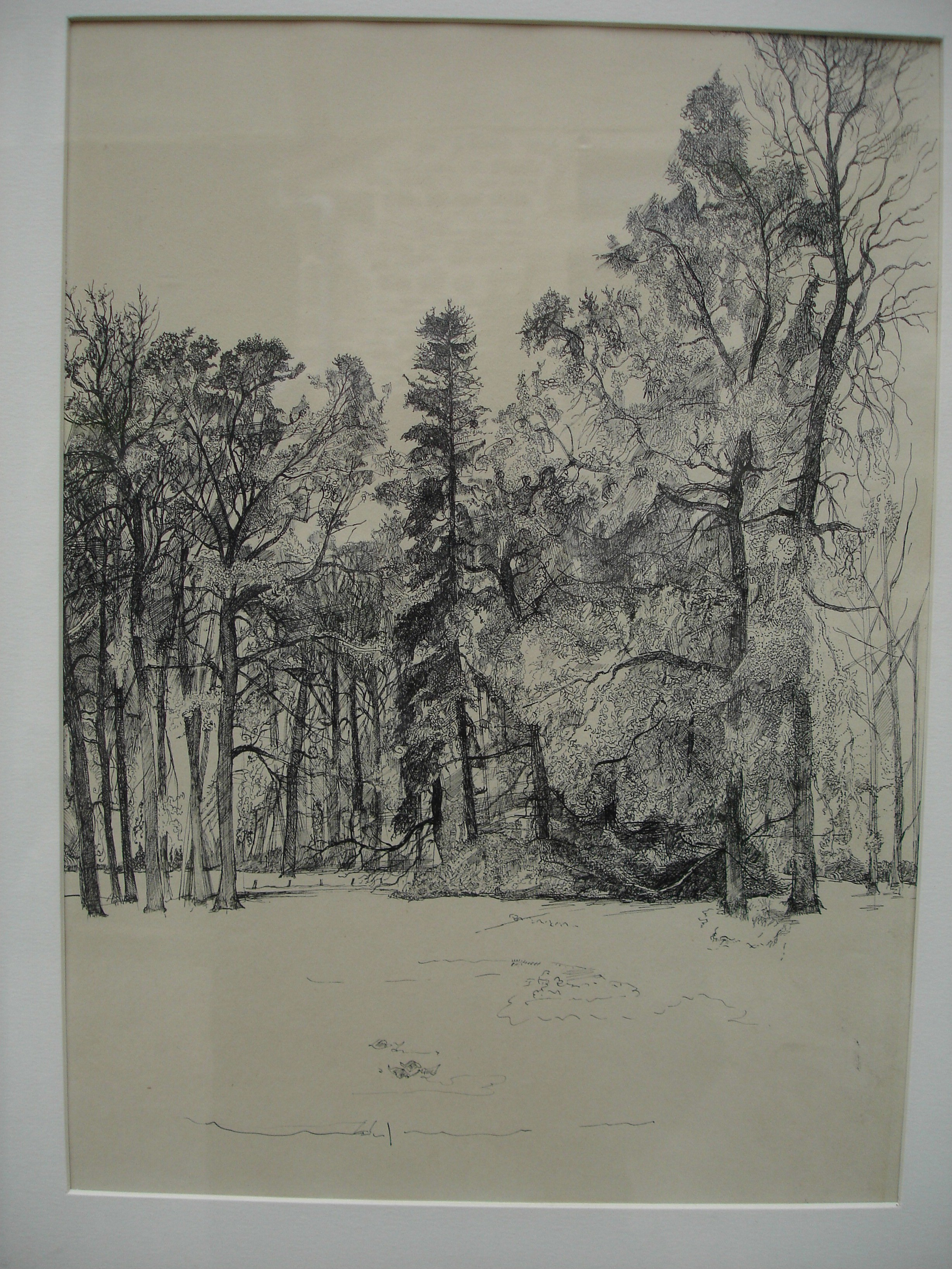
Alberi a Nieuw-Amelisweerd, 1931

Disegni
 I suoi disegni ad inchiostro, al contrario, in particolare gli ultimi realizzati, sono di grande delicatezza e svelano la qualità innata della sua mano: vedute di Parigi, boschetti, vallate. Esse sono tracciate con una penna fine, elegante e meticolosa, che alterna sul foglio larghi spazi bianchi ad altri in cui la tessitura del segno è estremamente fitta e lavorata.

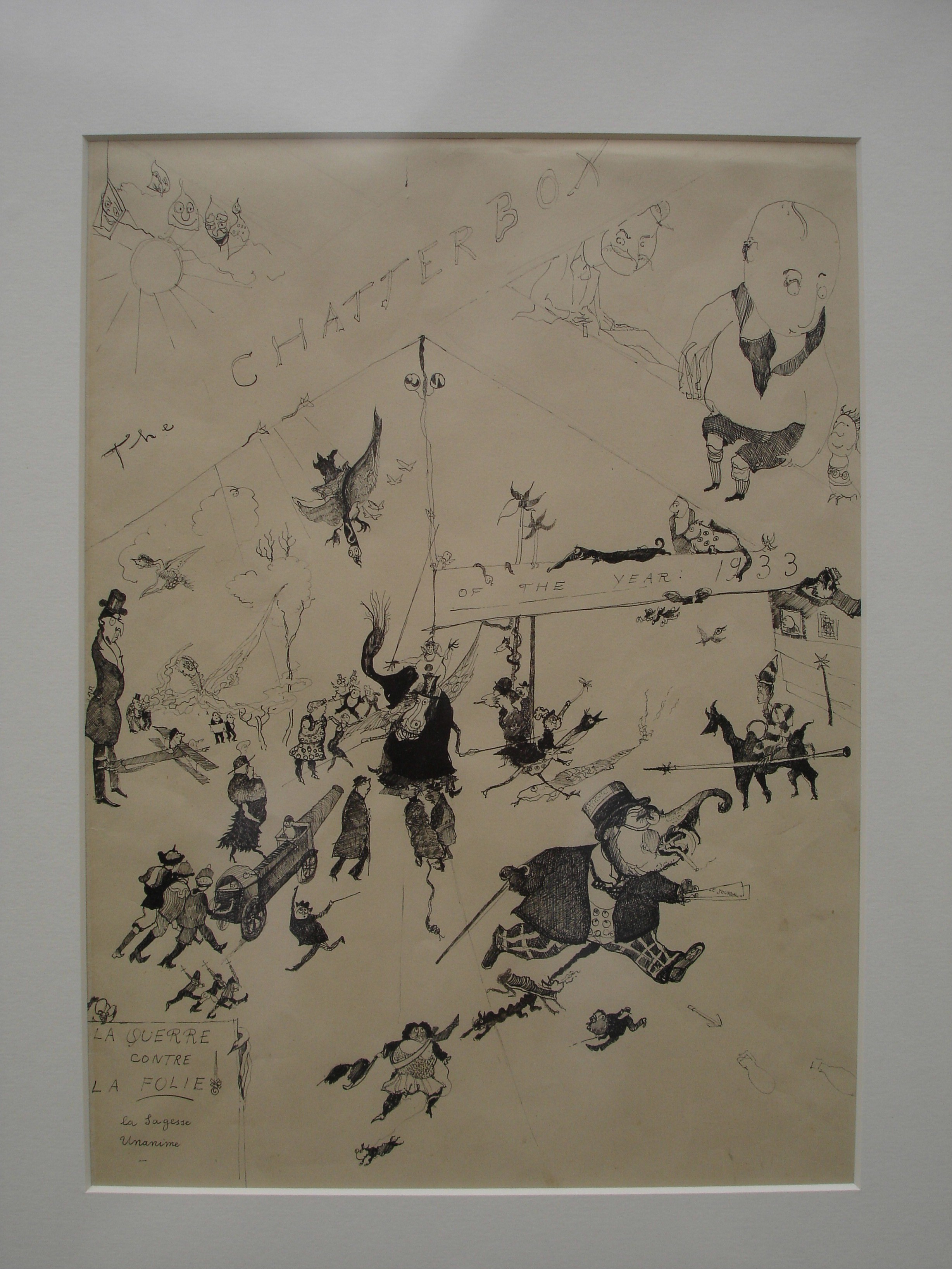
Copertina della rivista The Chatterbox, 1933

Occorre considerare peraltro che sin dalla prima giovinezza Bakker praticò sempre, e abbondantemente, l'arte della caricatura e dell'illustrazione. Persino i suoi scritti e le sue poesie, che erano chiaramente ad uso privato, sono stati accuratamente raccolti da lui stesso e illustrati con piccoli disegni in tutta libertà, che spesso formicolano di personaggi e di figure che fanno intuire una immaginazione assai fertile e al tempo stesso angosciata, che si cela dietro il sarcasmo e la presa in giro.

## Mostre
Patrick Bakker espose una sola volta nella vita, nel 1932 presso l'atelier Henri Cohen voor Binnenhuiskunst. Dopo la sua scomparsa vi furono altre sue mostre: alla galleria J. Goudstikker (1934), al Museo Boijmans Van Beuningen (1936), al Kunstzaal voor de Kunst di Utrecht (1938) e infine, nel dopoguerra, al Van Abbe Museum di Eindhoven (1958/1959). Escluso un ritratto entrato a far parte delle collezioni del Museo Boijmans Van Beuningen dopo la mostra del 1936, le sue opere fanno parte essenzialmente di collezioni private, in prevalenza appartenenti ai discendenti della famiglia Bakker. Da notare che soltanto le sue tele e i suoi disegni a inchiostro sono stati oggetto di esposizioni. Le sue poesie e i suoi numerosi disegni immaginari sono rimasti fino ad oggi sconosciuti al pubblico.